# Fudži (1896)
Fudži (japonsky 富士) byla bitevní loď typu predreadnought japonského císařského námořnictva. Společně se sesterskou lodí Jašima náležela k třídě Fudži. Byla jednou z šesti japonských bitevních lodí (Fudži, Jašima, Šikišima, Hacuse, Asahi a Mikasa), které tvořily hlavní námořní údernou sílu Japonska v rusko-japonské válce v letech 1904-1905. Byla pojmenována podle známé japonské hory Fudži.

## Historie
Fudži a její sesterská loď Jašima byly první dvě japonské bitevní lodě. Protože samo Japonsko ještě nebylo schopno stavět velké, moderní válečné lodě, byla Fudži objednána v roce 1894 v britských loděnicích Thames Iron Works.

### Rusko-japonská válka

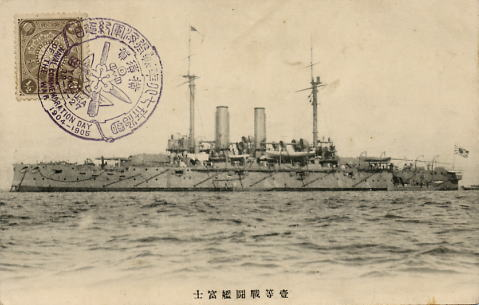
Bitevní loď Fudži na pohlednici z roku 1905

Fudži byla dodána v roce 1897 a stala se součástí jádra japonské flotily během rusko-japonské války v letech 1904-1905. Dne 9. února 1904 byla dvakrát zasažena nepřátelskou palbou při odstřelování ruského přístavu Port Arthur. Dne 22. března opět bombardovala stejný přístav. 10. srpna 1904 se zúčastnila bitvy ve Žlutém moři. V bitvě u Cušimy 27. května 1905 byla sice jedenáctkrát zasažena, ale svou palbou potopila ruskou bitevní loď Borodino, ze které se po zničující explozi zachránil jen jeden z 830 příslušníků posádky.

### Modernizace
Po skončení rusko-japonské války byla Fudži modernizována – byly odstraněny stěžňové koše a vyměněny kotle. Další modernizaci podstoupila v roce 1910, kdy byla všechna v Británii vyrobená děla vyměněna za japonská. Dne 28. srpna 1912 byla překlasifikována na kaibókan 1. třídy a přeřazena k výcviku dělostřelců a námořníků. Pro svou celkovou zastaralost strávila první světovou válku v přístavu Kure jako cvičné plavidlo.

### Závěr kariéry
V roce 1922 byla Fudži odzbrojena a stala se ubytovací lodí. Její šrouby, dělové věže a všechna děla byly odstraněny a nahrazeny dřevěnými nástavbami a plochou palubou pro výcvik. Další dvě desetiletí strávila zakotvená v Jokosuce jako plovoucí kasárna a výcvikové centrum.
Od roku 1944 byla loď využívána jako vývojové centrum kamuflážních schémat, které byly testovány na jednometrových modelech japonských letadlových lodí. Fudži utrpěla určité škody při amerických náletech, ale nepotopila se a v roce 1948 byla v Jokosuce sešrotována.